# Spanyolország repülőtereinek listája

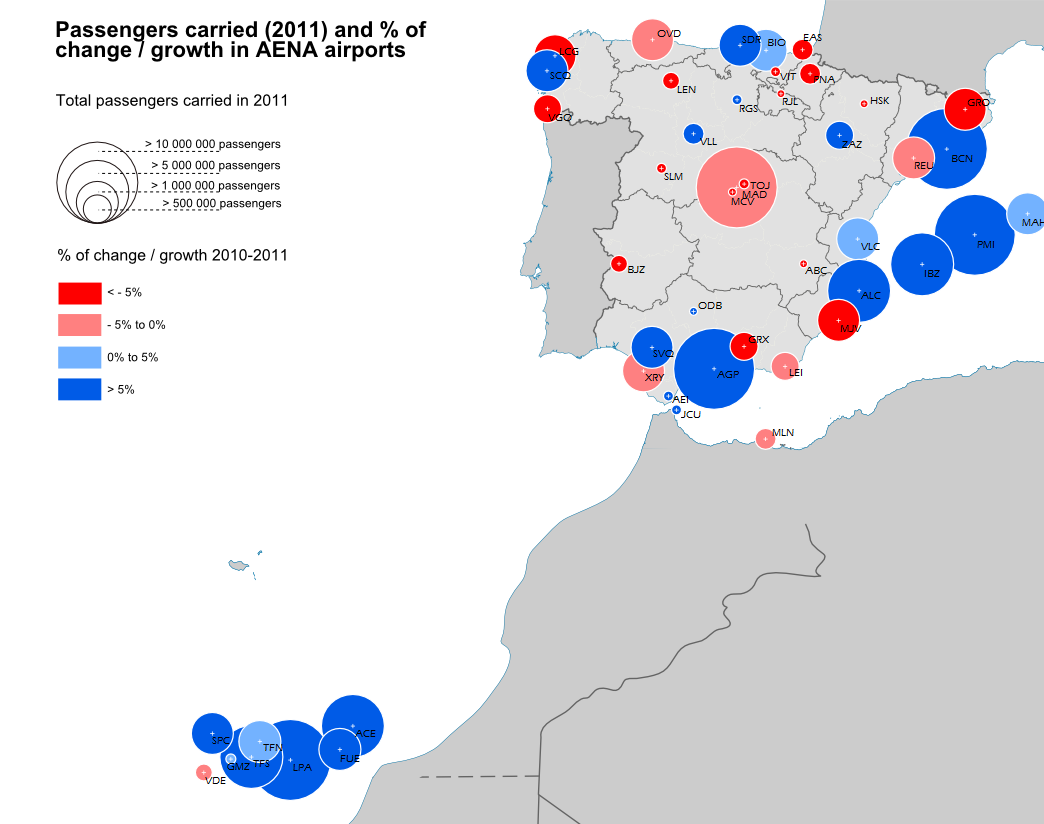
Spanyolország legforgalmasabb repülőterei. A körök nagysága a forgalom nagyságát jelenti, a kék szín növekedést, a piros szín csökkenést jelent.

Ez a lista Spanyolország repülőtereit sorolja fel.

## A lista
| Név                                           | Kiszolgált város                                | Kép | IATA | ICAO     | Koordináta                                                  |
| --------------------------------------------- | ----------------------------------------------- | --- | ---- | -------- | ----------------------------------------------------------- |
| A Coruña-i repülőtér                          | A Coruña                                        |     | LCG  | LECO     | é. sz. 43,301944°, ny. h. 8,377222°43.301944°N 8.377222°W   |
| Adolfo Suárez Madrid-Barajas repülőtér        | Madrid                                          |     | MAD  | LEMD     | é. sz. 40,472222°, ny. h. 3,560833°40.472222°N 3.560833°W   |
| Aerodromo de Sonseca                          |                                                 |     |      |          | é. sz. 39,694960°, ny. h. 3,932222°39.694960°N 3.932222°W   |
| Aeródromo de Campolara                        | Muñopedro                                       |     |      | LECX     | é. sz. 40,903056°, ny. h. 4,520278°40.903056°N 4.520278°W   |
| Albacete repülőtér                            | Kasztília-La Mancha Albacete                    |     | ABC  | LEAB     | é. sz. 38,948333°, ny. h. 1,863333°38.948333°N 1.863333°W   |
| Alicantei repülőtér                           | Alicante                                        |     | ALC  | LEAL     | é. sz. 38,282222°, ny. h. 0,558056°38.282222°N 0.558056°W   |
| Almansa repülőtér                             | Almansa                                         |     |      | LELM     | é. sz. 38,894847°, ny. h. 1,113528°38.894847°N 1.113528°W   |
| Almeríai repülőtér                            | Almería                                         |     | LEI  | LEAM     | é. sz. 36,843889°, ny. h. 2,370000°36.843889°N 2.370000°W   |
| Andorra–La Seu d’Urgell repülőtér             | Andorra Alt Urgell                              |     | LEU  | LESU     | é. sz. 42,338612°, k. h. 1,409167°42.338612°N 1.409167°E    |
| Asturiasi repülőtér                           | Oviedo                                          |     | OVD  | LEAS     | é. sz. 43,563611°, ny. h. 6,034722°43.563611°N 6.034722°W   |
| BP Oil España Heliport                        |                                                 |     |      | LEBP     | é. sz. 39,957903°, ny. h. 0,011633°39.957903°N 0.011633°W   |
| Badajozi repülőtér                            | Badajoz                                         |     | BJZ  | LEBZ     | é. sz. 38,891389°, ny. h. 6,821389°38.891389°N 6.821389°W   |
| Benabarre repülőtér                           | Benabarre                                       |     |      | LENA     | é. sz. 42,022225°, k. h. 0,481664°42.022225°N 0.481664°E    |
| Bilbaói repülőtér                             | Bilbao                                          |     | BIO  | LEBB     | é. sz. 43,301111°, ny. h. 2,910556°43.301111°N 2.910556°W   |
| Buenavista Airport                            |                                                 |     |      |          | é. sz. 28,674972°, ny. h. 17,786278°28.674972°N 17.786278°W |
| Burgosi repülőtér                             | Burgos                                          |     | RGS  | LEBG     | é. sz. 42,357500°, ny. h. 3,613611°42.357500°N 3.613611°W   |
| Casas de Juan Gil airfield                    |                                                 |     |      |          | é. sz. 39,133056°, ny. h. 1,262194°39.133056°N 1.262194°W   |
| Casas de los Pinos repülőtér                  | Casas de los Pinos                              |     |      | LEPI     | é. sz. 39,299167°, ny. h. 2,378333°39.299167°N 2.378333°W   |
| Castellón Aerodrome                           | Castellón de la Plana                           |     |      | LECN     | é. sz. 39,999°, k. h. 0,026°39.999000°N 0.026000°E          |
| Castellón–Costa Azahar repülőtér              | Castellón de la Plana                           |     | CDT  | LECH     | é. sz. 40,209722°, k. h. 0,069722°40.209722°N 0.069722°E    |
| Ciudad Real repülőtér                         | Ciudad Real                                     |     | CQM  | LERL     | é. sz. 38,856389°, ny. h. 3,970000°38.856389°N 3.970000°W   |
| Costa Norte légibázis                         | Viveiro                                         |     |      | LEPV     | é. sz. 43,674914°, ny. h. 7,595211°43.674914°N 7.595211°W   |
| Córdoba repülőtér                             | Córdoba                                         |     | ODB  | LEBA     | é. sz. 37,842005°, ny. h. 4,848878°37.842005°N 4.848878°W   |
| El Carrascal repülőtér                        | Villalba de los Alcores                         |     |      | LEVB     | é. sz. 41,8247°, ny. h. 4,8925°41.824700°N 4.892500°W       |
| El Carrascalejo repülőtér                     | Navabuena                                       |     |      | LETZ     | é. sz. 41,785278°, ny. h. 4,865000°41.785278°N 4.865000°W   |
| El Castaño repülőtér                          | Luciana                                         |     |      | LECT     | é. sz. 39,011111°, ny. h. 4,388333°39.011111°N 4.388333°W   |
| El Hierró-i repülőtér                         | Hierro                                          |     | VDE  | GCHI     | é. sz. 27,814722°, ny. h. 17,886944°27.814722°N 17.886944°W |
| El Tietar repülőtér                           |                                                 |     |      | LETI     | é. sz. 40,243890°, ny. h. 4,794443°40.243890°N 4.794443°W   |
| Empuriabrava Aerodrome                        | Castelló d’Empúries                             |     |      | LEAP     | é. sz. 42,26000°, k. h. 3,10972°42.260000°N 3.109720°E      |
| Federico García Lorca repülőtér               | Granada                                         |     | GRX  | LEGR     | é. sz. 37,188611°, ny. h. 3,777222°37.188611°N 3.777222°W   |
| Fuentemilanos repülőtér                       |                                                 |     |      | LEFM     | é. sz. 40,889333°, ny. h. 4,239500°40.889333°N 4.239500°W   |
| Fuerteventurai repülőtér                      | Fuerteventura                                   |     | FUE  | GCFV     | é. sz. 28,452778°, ny. h. 13,863889°28.452778°N 13.863889°W |
| Girona–Costa Brava repülőtér                  | Girona                                          |     | GRO  | LEGE     | é. sz. 41,898077°, k. h. 2,766001°41.898077°N 2.766001°E    |
| Gran Canaria repülőtér                        | Gran Canaria Las Palmas de Gran Canaria         |     | LPA  | GCLP     | é. sz. 27,931944°, ny. h. 15,386667°27.931944°N 15.386667°W |
| Huesca-Pirineos repülőtér                     | Huesca                                          |     | HSK  | LEHC     | é. sz. 42,080833°, ny. h. 0,323333°42.080833°N 0.323333°W   |
| Ibiza repülőtér                               | Ibiza                                           |     | IBZ  | LEIB     | é. sz. 38,872858°, k. h. 1,373117°38.872858°N 1.373117°E    |
| Igualada-Ódena repülőtér                      | Igualada                                        |     |      | LEIG     | é. sz. 41,585556°, k. h. 1,653056°41.585556°N 1.653056°E    |
| Jerezi repülőtér                              | Jerez de la Frontera                            |     | XRY  | LEJR     | é. sz. 36,744722°, ny. h. 6,060000°36.744722°N 6.060000°W   |
| Josep Tarradellas Barcelona-El Prat repülőtér | Barcelona                                       |     | BCN  | LEBL     | é. sz. 41,296944°, k. h. 2,078333°41.296944°N 2.078333°E    |
| La Axarquía repülőtér                         | Vélez-Málaga                                    |     |      | LEAX     | é. sz. 36,802222°, ny. h. 4,136944°36.802222°N 4.136944°W   |
| La Calderera repülőtér                        | Valdepeñas                                      |     |      | LELA     | é. sz. 38,745556°, ny. h. 3,522222°38.745556°N 3.522222°W   |
| La Cerdanya Aerodrome                         | Puigcerdà                                       |     |      | LECD     | é. sz. 42,386389°, k. h. 1,866667°42.386389°N 1.866667°E    |
| La Gomera-i repülőtér                         | Playa Santiago La Gomera                        |     | GMZ  | GCGM     | é. sz. 28,029625°, ny. h. 17,214600°28.029625°N 17.214600°W |
| La Juliana repülőtér                          |                                                 |     |      | LEJU     | é. sz. 37,295278°, ny. h. 6,163333°37.295278°N 6.163333°W   |
| La Morgal Airport                             | Asztúria                                        |     |      | LEMR     | é. sz. 43,430556°, ny. h. 5,826944°43.430556°N 5.826944°W   |
| La Palma repülőtér                            | Santa Cruz de la Palma                          |     | SPC  | GCLA     | é. sz. 28,626389°, ny. h. 17,755556°28.626389°N 17.755556°W |
| La Perdiz Airport                             | Torre de Juan Abad                              |     |      | LEIZ QYI | é. sz. 38,513339°, ny. h. 3,367608°38.513339°N 3.367608°W   |
| Lanzarotei repülőtér                          | San Bartolomé Arrecife                          |     | ACE  | GCRR     | é. sz. 28,945556°, ny. h. 13,605278°28.945556°N 13.605278°W |
| Leóni repülőtér                               | León                                            |     | LEN  | LELN     | é. sz. 42,588889°, ny. h. 5,655556°42.588889°N 5.655556°W   |
| Lillo Airport                                 | Lillo                                           |     |      | LELT     | é. sz. 39,717222°, ny. h. 3,321083°39.717222°N 3.321083°W   |
| Lleida–Alguaire repülőtér                     | Lleida                                          |     | ILD  | LEDA     | é. sz. 41,727778°, k. h. 0,535833°41.727778°N 0.535833°E    |
| Logroño–Agoncillo repülőtér                   | Logroño                                         |     | RJL  | LERJ     | é. sz. 42,460278°, ny. h. 2,320278°42.460278°N 2.320278°W   |
| Los Martínez del Puerto Airport               | Murcia                                          |     |      | LEMP     | é. sz. 37,8350°, ny. h. 1,0975°37.835000°N 1.097500°W       |
| Los Oteros Airport                            | Pajares de los Oteros                           |     |      | LEOS     | é. sz. 42,332953°, ny. h. 5,451968°42.332953°N 5.451968°W   |
| Madrid-Cuatro Vientos repülőtér               | Madrid                                          |     |      | LECU     | é. sz. 40,370556°, ny. h. 3,785000°40.370556°N 3.785000°W   |
| Madrid-Torrejón Airport                       | Madrid                                          |     | TOJ  | LETO     | é. sz. 40,496667°, ny. h. 3,445833°40.496667°N 3.445833°W   |
| Manresa Airport                               | Manresa                                         |     |      | LEMS     | é. sz. 41,765278°, k. h. 1,862500°41.765278°N 1.862500°E    |
| Melillai repülőtér                            | Melilla                                         |     | MLN  | GEML     | é. sz. 35,279722°, ny. h. 2,956389°35.279722°N 2.956389°W   |
| Menorcai repülőtér                            | Mahón                                           |     | MAH  | LEMH     | é. sz. 39,862500°, k. h. 4,218611°39.862500°N 4.218611°E    |
| Murcia–San Javier repülőtér                   | Murcia                                          |     | MJV  | LELC     | é. sz. 37,774722°, ny. h. 0,812222°37.774722°N 0.812222°W   |
| Mutxamel Airport                              | Alicante                                        |     |      | LEMU     | é. sz. 38,440000°, ny. h. 0,473889°38.440000°N 0.473889°W   |
| Málagai nemzetközi repülőtér                  | Málaga                                          |     | AGP  | LEMG     | é. sz. 36,675000°, ny. h. 4,499167°36.675000°N 4.499167°W   |
| Ocaña Airport                                 | Ocaña                                           |     |      | LEOC     | é. sz. 39,940278°, ny. h. 3,504167°39.940278°N 3.504167°W   |
| Ontur Airport                                 | Ontur                                           |     |      | LEOT     | é. sz. 38,616944°, ny. h. 1,525000°38.616944°N 1.525000°W   |
| Palma de Mallorca nemzetközi repülőtér        | Mallorca Palma de Mallorca                      |     | PMI  | LEPA     | é. sz. 39,551675°, k. h. 2,738808°39.551675°N 2.738808°E    |
| Palma del Río Airport                         | Palma del Río                                   |     |      | LEPR     | é. sz. 37,713889°, ny. h. 5,216667°37.713889°N 5.216667°W   |
| Pamplonai repülőtér                           | Pamplona                                        |     | PNA  | LEPP     | é. sz. 42,770°, ny. h. 1,647°42.770000°N 1.647000°W         |
| Pozuelos de Calatrava Airport                 | Los Pozuelos de Calatrava                       |     |      |          | é. sz. 38,912222°, ny. h. 4,191111°38.912222°N 4.191111°W   |
| Puerto de la Cruz Airfield                    |                                                 |     |      |          | é. sz. 28,089167°, ny. h. 14,491111°28.089167°N 14.491111°W |
| Región de Murcia nemzetközi repülőtér         | Murcia tartomány                                |     | RMU  | LEMI     | é. sz. 37,803639°, ny. h. 1,124111°37.803639°N 1.124111°W   |
| Requena Airport                               | Requena                                         |     |      | LERE     | é. sz. 39,475278°, ny. h. 1,037500°39.475278°N 1.037500°W   |
| Reusi repülőtér                               | Reus                                            |     | REU  | LERS     | é. sz. 41,147500°, k. h. 1,167222°41.147500°N 1.167222°E    |
| Sabadelli repülőtér                           | Sabadell                                        |     | QSA  | LELL     | é. sz. 41,520903°, k. h. 2,105028°41.520903°N 2.105028°E    |
| Salamancai repülőtér                          | Salamanca                                       |     | SLM  | LESA     | é. sz. 40,951944°, ny. h. 5,501944°40.951944°N 5.501944°W   |
| San Enrique Airport                           | Almodóvar del Campo                             |     |      | LESE     | é. sz. 38,730833°, ny. h. 4,313056°38.730833°N 4.313056°W   |
| San Pablo repülőtér                           | Sevilla                                         |     | SVQ  | LEZL     | é. sz. 37,418056°, ny. h. 5,898889°37.418056°N 5.898889°W   |
| San Sebastián-i repülőtér                     | Donostia-San Sebastián Bidasoaldea Donostialdea |     | EAS  | LESO     | é. sz. 43,356389°, ny. h. 1,790556°43.356389°N 1.790556°W   |
| Sangüesa Airport                              | Sangüesa                                        |     |      | LESG     | é. sz. 42,570556°, ny. h. 1,288056°42.570556°N 1.288056°W   |
| Santa Cilia-Los Pirineos Airport              | Jaca                                            |     |      | LECI     | é. sz. 42,570000°, ny. h. 0,728333°42.570000°N 0.728333°W   |
| Santanderi repülőtér                          | Santander                                       |     | SDR  | LEXJ     | é. sz. 43,426944°, ny. h. 3,820000°43.426944°N 3.820000°W   |
| Santiago de Compostela-i repülőtér            | Galicia Santiago de Compostela                  |     | SCQ  | LEST     | é. sz. 42,896333°, ny. h. 8,415145°42.896333°N 8.415145°W   |
| Santo Tomé del Puerto Airport                 | Santo Tomé del Puerto                           |     |      | LETP     | é. sz. 41,201101°, ny. h. 3,589681°41.201101°N 3.589681°W   |
| Son Bonet Aerodrome                           |                                                 |     |      | LESB     | é. sz. 39,598889°, k. h. 2,702778°39.598889°N 2.702778°E    |
| Soria-Garray Airport                          | Soria                                           |     |      | LEGY     | é. sz. 41,821111°, ny. h. 2,476111°41.821111°N 2.476111°W   |
| Sotos Airport                                 |                                                 |     |      | LESS     | é. sz. 40,203263°, ny. h. 2,143739°40.203263°N 2.143739°W   |
| Tenerife Norte repülőtér                      | Tenerife Santa Cruz de Tenerife                 |     | TFN  | GCXO     | é. sz. 28,488047°, ny. h. 16,345914°28.488047°N 16.345914°W |
| Tenerife Sur repülőtér                        | Tenerife Santa Cruz de Tenerife                 |     | TFS  | GCTS     | é. sz. 28,044444°, ny. h. 16,572500°28.044444°N 16.572500°W |
| Teruel Airport                                | Teruel                                          |     | TEV  | LETL     | é. sz. 40,411944°, ny. h. 1,217500°40.411944°N 1.217500°W   |
| Tirvia Heliport                               | Pallars Sobirà                                  |     |      | LETV     | é. sz. 42,518642°, k. h. 1,241906°42.518642°N 1.241906°E    |
| Tomás Fernández Espada Airport                |                                                 |     |      | LETF     | é. sz. 36,871667°, ny. h. 5,648611°36.871667°N 5.648611°W   |
| Valenciai repülőtér                           | Valencia                                        |     | VLC  | LEVC     | é. sz. 39,489444°, ny. h. 0,481667°39.489444°N 0.481667°W   |
| Valladolidi repülőtér                         | Villanubla Valladolid                           |     | VLL  | LEVD     | é. sz. 41,706111°, ny. h. 4,851944°41.706111°N 4.851944°W   |
| Vigo–Peinador repülőtér                       | Vigo Pontevedra                                 |     | VGO  | LEVX     | é. sz. 42,229167°, ny. h. 8,627500°42.229167°N 8.627500°W   |
| Vitoriai repülőtér                            | Vitoria-Gasteiz                                 |     | VIT  | LEVT     | é. sz. 42,882778°, ny. h. 2,724444°42.882778°N 2.724444°W   |
| Zaragozai repülőtér                           | Zaragoza Garrapinillos                          |     | ZAZ  | LEZG     | é. sz. 41,666111°, ny. h. 1,041667°41.666111°N 1.041667°W   |

## Legforgalmasabb repülőterek
Spanyolország legforgalmasabb repülőterei 2016-ban:

| Helyezés | Repülőtér                                     | Hely                      | Kód | Forgalom nagysága | Változás százalékban 2015-2016 | Gépmozgás | Teherforgalom tonnában |
| -------- | --------------------------------------------- | ------------------------- | --- | ----------------- | ------------------------------ | --------- | ---------------------- |
| 1.       | Madrid repülőtér                              | Madrid                    | MAD | 50 420,583        | 7,7                            | 378 150   | 415 773 807            |
| 2.       | Josep Tarradellas Barcelona-El Prat repülőtér | Barcelona                 | BCN | 44 154 693        | 11,2                           | 307 864   | 132 754 964            |
| 3.       | Palma de Mallorca nemzetközi repülőtér        | Palma de Mallorca         | PMI | 26 253 882        | 10,6                           | 197 639   | 10 452 860             |
| 4.       | Málagai nemzetközi repülőtér                  | Málaga                    | AGP | 16 672 776        | 15,7                           | 123 700   | 2 287 656              |
| 5.       | Alicantei repülőtér                           | Alicante                  | ALC | 12 344 945        | 16,7                           | 87 113    | 5 461 457              |
| 6.       | Gran Canaria repülőtér                        | Las Palmas / Gran Canaria | LPA | 12 093 645        | 13,8                           | 111 996   | 18 587 918             |
| 7.       | Tenerife Sur repülőtér                        | Tenerife                  | TFS | 10 472 404        | 14,9                           | 65 881    | 2 809 261              |
| 8.       | Ibiza repülőtér                               | Ibiza                     | IBZ | 7 416 368         | 14,5                           | 72 503    | 1 831 440              |
| 9.       | Lanzarotei repülőtér                          | Lanzarote                 | ACE | 6 683 966         | 9,1                            | 54 632    | 1 776 502              |
| 10.      | Valenciai repülőtér                           | Valencia                  | VLC | 5 799 104         | 14,7                           | 62 798    | 12 580 692             |